# Có cánh, rậm lông và nhờn bơ (hoạt họa, 1990)
Có cánh, rậm lông và nhờn bơ (tiếng Nga: Крылатый, мохнатый да масленый) là một phim hoạt họa đồng thoại do Vladimir Arbekov đạo diễn, xuất bản năm 1990 tại Moskva.

## Lịch sử
Truyện phim phỏng theo đồng thoại cùng tên của tác gia Irina V. Karnaukhova.

## Nội dung
Ở bìa khu rừng nọ, trong túp lều gianh kia, có ba anh em: Se Sẻ có cánh sinh ngoài đồng, Chuột Nhắt rậm lông sinh nơi nhà mèo và Bánh Xèo nhờn bơ sinh trong chảo. Bộ ba đang sống yên bình, mỗi đứa một phận, thì ngày nọ chúng sinh giận dỗi và đố kị nhau. Tới nỗi, cả ba quyết định đổi việc cho nhau. Nhưng sự đời không suôn sẻ như chúng tưởng.

## Kĩ thuật
| Đạo diễn  | Vladimir Arbekov |
| Biên kịch | Zhanna Vitenzon |
| Thiết kế  | Yulina Mikhaylova, Fyodor Yeldinov                                                                                      |
| Soạn nhạc | Nina Savicheva |
| Điều phối | Kabul Rasulov |
| Hòa âm    | Boris Filchikov |
| Hoạt họa  | Vladimir Shevchenko, Elvira Maslova, Tatyana Pomerantseva, Galina Zolotovskaya, Sergey Dezhkin, Vladimir Vyshegorodtsev |
| Họa sĩ    | Sergey Marakasov, Tatyana Zvarykina, Anna Atamanova, Olga Grishanova, Viktoria Makina                                   |
| Hiệu ứng  | G. Smirnova |
| Hiệu đính | Natalya Abramova, Liliana Monakhova                                                                                     |
| Phụ tá    | Olga Apanasova |
| Phân vai  | Anatoly Barantsev... Se Sẻ Margarita Korabelnikova... Chuột Nhắt Yury Puzyryov... Bánh Xèo Marya Vinogradova... Cáo     |

- Создатели приведены по титрам мультфильма